# PŽRK Viktorija
Prvi ženski ragbi klub Viktorija je ragbijski klub iz Zagreba.
Klupsko sjedište je u Ul. Jurja Andrassyja 13 u Zagrebu.
Klub djeluje na igralištu Akademskog ragbi kluba Mladost (iza Kineziološkog fakulteta).

## Povijest
Inicijative za osnivanje ragbijaškog kluba za žene su se pojavile 2000. godine. Dala ih Dubravka Novarlić. Klub je u početku djelovao u sklopu HARK Mladost. 2001., ženski odjel se osamostalio i nastao je PŽRK Viktorija. 

## Vanjske poveznice
- Hosteler  Arhivirana inačica izvorne stranice od 11. lipnja 2007. (Wayback Machine) Prvi ženski ragbi klub Viktorija